# Бекман, Владимир Александрович
Влади́мир Алекса́ндрович Бе́кман (нем. Woldemar Alexander Valerian von Boeckmann; 31 мая [12 июня] 1848, Санкт-Петербург, Российская империя — 26 ноября 1923, Халлила, Финляндия) — русский государственный и военный деятель, генерал от кавалерии.

## Биография
Уроженец Санкт-Петербурга. Лютеранин. Из дворян Санкт-Петербургской губернии. Учился в 3-й Санкт-Петербургской классической гимназии.

### Военная служба
- В службу вступил 1 сентября 1864 года.
- В 1866 году окончил Николаевское кавалерийское училище.
- Выпущен корнетом (ст. 08.08.1866) в лейб-гвардии Уланский Его Величества полк. Поручик (ст. 21.05.1870).
- В 1873 году окончил курс Николаевской академии генерального штаба по второму разряду.
- С 20 июля 1874 — старший адъютант штаба 8-й пехотной дивизии.
- С 23 февраля 1876 — штаб-офицер для поручений при штабе Варшавского военного округа. Подполковник (ст. 04.04.1876)[2].
- С 18 ноября 1876 — состоял для особых поручений при командующем войсками Варшавского военного округа.
- С 6 июля 1878 — исполняющий должность начальника штаба 5-й кавалерийской дивизии. Полковник (ст. 01.04.1879)[3]. Состоял в прикомандировании (командовал дивизионом) к лейб-гвардии Гродненскому гусарском полку (27.09.1880 — 27.02.1884).
- С 27 февраля 1884 — начальник штаба 6-й кавалерийской дивизии.
- С 10 декабря 1886 — командир 10-го уланского Одесского полка. Генерал-майор (1891)[4].
- С 31 августа 1891 — начальник штаба 11-го армейского корпуса.
- Со 2 марта 1899 — начальник 8-й кавалерийской дивизии. Генерал-лейтенант (1899)[5].
- С 23 ноября 1904 — командир 12-го армейского корпуса.
- С 12 января 1905 — командир 20-го армейского корпуса.
- С 9 ноября 1906 — командир 22-го армейского корпуса (по 2 февраля 1908). Генерал от кавалерии (6.12.1907)[6].
- Со 2 февраля 1908 по 11 ноября 1909 — Финляндский генерал-губернатор.

### Генерал-губернатор
В январе 1905 года был назначен командиром 20-го армейского корпуса, расположенного в Риге и в Курляндской губернии. Революционное движение в этой губернии привело к распространению на неё 6 августа 1905 года военного положения; Бекман был назначен временным военным курляндским генерал-губернатором, из Риги переехал в Митавский замок и отдался делу усмирения губернии, которое и совершил успешно.
В 1906 году Бекман был назначен в Гельсингфорс командиром 22-го армейского корпуса, уступив место в Курляндии А. Н. Меллер-Закомельскому. 26 декабря 1907 за отличие произведен в генералы от кавалерии. В феврале 1908 года Бекман назначен финляндским генерал-губернатором на место Н. Н. Герарда.
В своей ответной речи вице-президенту финляндского Сената Мехелину, приветствовавшему нового генерал-губернатора, Бекман говорил, что объединение России с Финляндией он понимает лишь в культурном смысле, а не в смысле механического присоединения; выразив затем уверенность, что права Финляндии и её конституция не будут нарушены, Бекман заявил, что главной причиной недовольства Финляндией является допущение ею проживания на её территории русских революционеров, подготовляющих здесь свои заговоры; этого Россия потерпеть не может; Финляндия не должна забывать о своих обязанностях по отношению к империи; в данный момент обстоятельства складываются таким образом, что она, если хочет остаться лояльной, должна будет в некоторых случаях отступать от буквы действующего закона.
Признание неприкосновенности конституции вызвало недовольство против Бекмана в русской консервативной печати, а требование, выраженное в последней части речи Бекмана, не служило для неё достаточной компенсацией. Напротив, финляндский Сенат, в котором господствовала шведская партия, с Мехелином во главе, готов был идти на это требование. Однако очень скоро начались конфликты Бекмана и с Сенатом, и с сеймом. Уже в марте 1908 года второй финляндский сейм был распущен по представлению Бекмана. Бекман потребовал усиления строгости цензуры; восстановил не применявшиеся до тех пор постановления о паспортах, усилил полицейские репрессии против собраний и т. д. В результате этой деятельности уже в мае 1908 года Мехелин и несколько других сенаторов шведской партии подали в отставку и были замещены старофиннами. В то же время создавались обширные планы — то отторжения от Финляндии Выборгской губернии, то распространения на неё военной повинности с обязательной службой финляндцев вне Финляндии.
Тем не менее русская националистическая и черносотенная печать и деятели Союза русского народа обнаруживали недовольство недостатком энергии со стороны Бекмана в подавлении финляндских сепаратистских стремлений. У Бекмана происходили постоянные конфликты с его помощником, генералом Зейном (бывшим помощником еще Герарда в последние месяцы его управления), который стремился проводить политику еще более решительную, чем Бекман.
Весной 1909 несколько финляндских сенаторов подали в отставку. Бекман не смог выйти из ситуации, которая получила название «сенаторской забастовки» в Финляндии. Это стало формальным основанием его для отставки. Действия финляндских сенаторов и их политические заявления были расценены правительством как следствие попустительства со стороны генерал-губернатора. В этой связи Столыпин в письме Николаю II отметил, что «действительным наказанием для Сената явилась бы отставка генерала Бекмана и замена его Зейном».
11 ноября 1909 года Бекман отправлен в отставку.
С 11 ноября 1909 года — член Государственного Совета, но к присутствию не назначался. На 10 июля 1916 года числился по армейской кавалерии в списке Генерального штаба, оставаясь членом Государственного совета. В 1917 году, после Февральской революции, уволен от службы.
Был выпущен из Советской России по просьбе финского правительства.
Умер в Халлила (Финляндия).

## Награды
- Орден Святой Анны 3-й ст. (1874);
- Орден Святого Станислава 2-й ст. (1878);
- Орден Святой Анны 2-й ст. (1885);
- Орден Святого Владимира 4-й ст. (1889);
- Орден Святого Владимира 3-й ст. (1895);
- Орден Святого Станислава 1-й ст. (1898);
- Орден Святой Анны 1-й ст. (1902);
- Орден Святого Владимира 2-й ст. (27.01.1907);
- Орден Белого Орла (08.08.1916).